# Colombe-lès-Vesoul
Colombe-lès-Vesoul är en kommun i departementet Haute-Saône i regionen Bourgogne-Franche-Comté i östra Frankrike. Kommunen ligger i kantonen Noroy-le-Bourg som tillhör arrondissementet Vesoul. År 2022 hade Colombe-lès-Vesoul 480 invånare.

## Befolkningsutveckling
Antalet invånare i kommunen Colombe-lès-Vesoul
| Referens: INSEE |